# U-Bahnhof Hausvogteiplatz

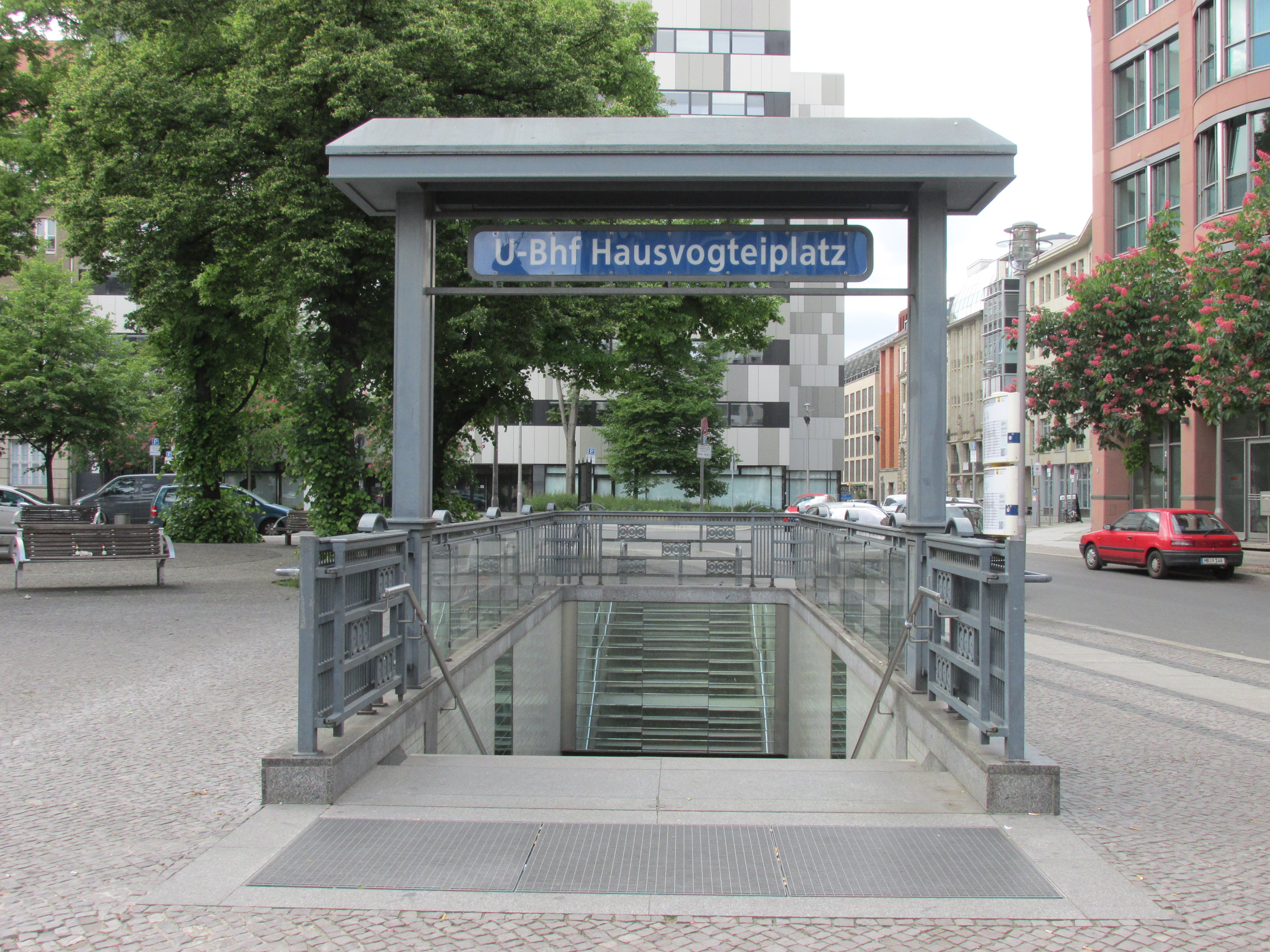
Bahnhofseingang (Blick Richtung Taubenstraße)

Der U-Bahnhof Hausvogteiplatz ist eine Station der Linie U2 der Berliner U-Bahn. Er befindet sich unter dem namensgebenden Hausvogteiplatz im Berliner Ortsteil Mitte, nahe dem Gendarmenmarkt und dem Auswärtigen Amt. Der Bahnhof ging am 1. Oktober 1908 in Betrieb.

## Geschichte

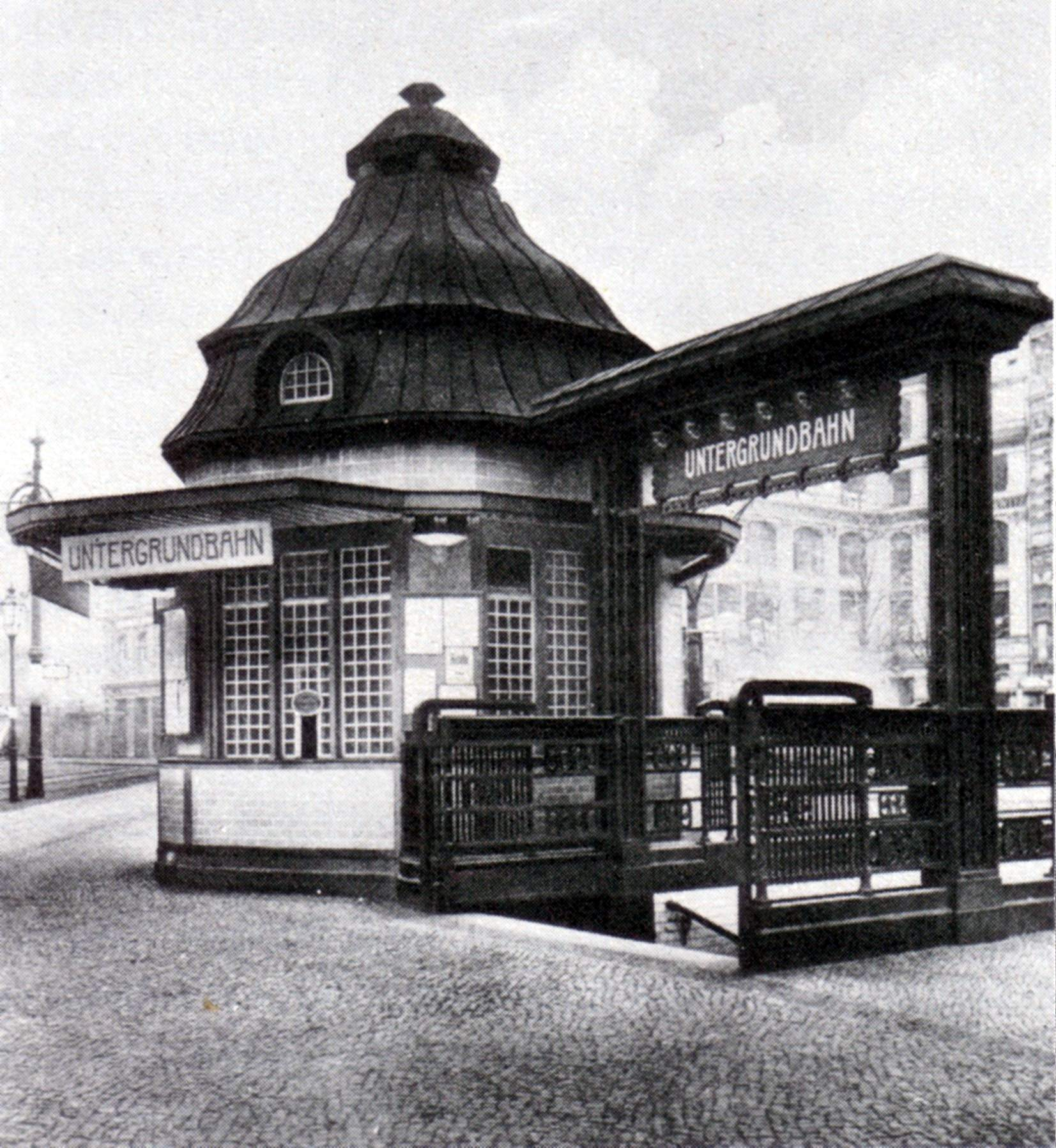
Von Alfred Grenander im Jugendstil entworfenes, im Zweiten Weltkrieg zerstörtes Kassenhäuschen

Am Bahnhof Hausvogteiplatz schuf der mit der Gestaltung der Stationen der Centrumslinie beauftragte Architekt Alfred Grenander einen klar strukturierten Raum, die Gleishinterwand erhielt kleinteilige weiße Fliesen mit gelben Umrahmungen. Die Ein- und Ausgänge des Bahnhofs waren relativ beengt, der Bahnhof selbst liegt in einer Kurve und ist damit verhältnismäßig unübersichtlich. Besonders fiel diese Enge beim östlichen Eingang auf, wo Abfertigungsraum und Kassenschalter nicht in den Untergrund verlegt werden konnten. Daher konzipierte Grenander ein im Jugendstil gehaltenes, sechseckiges Kassenhäuschen.

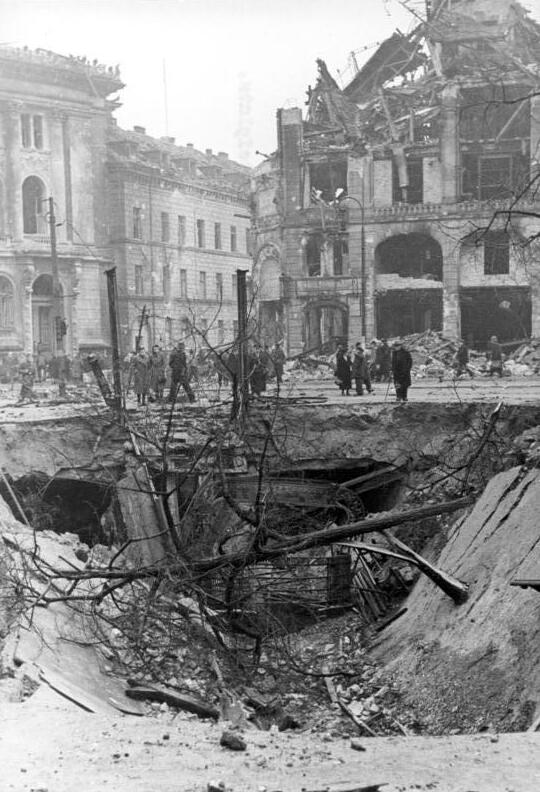
Zerstörter Bahnhof (Februar 1945)

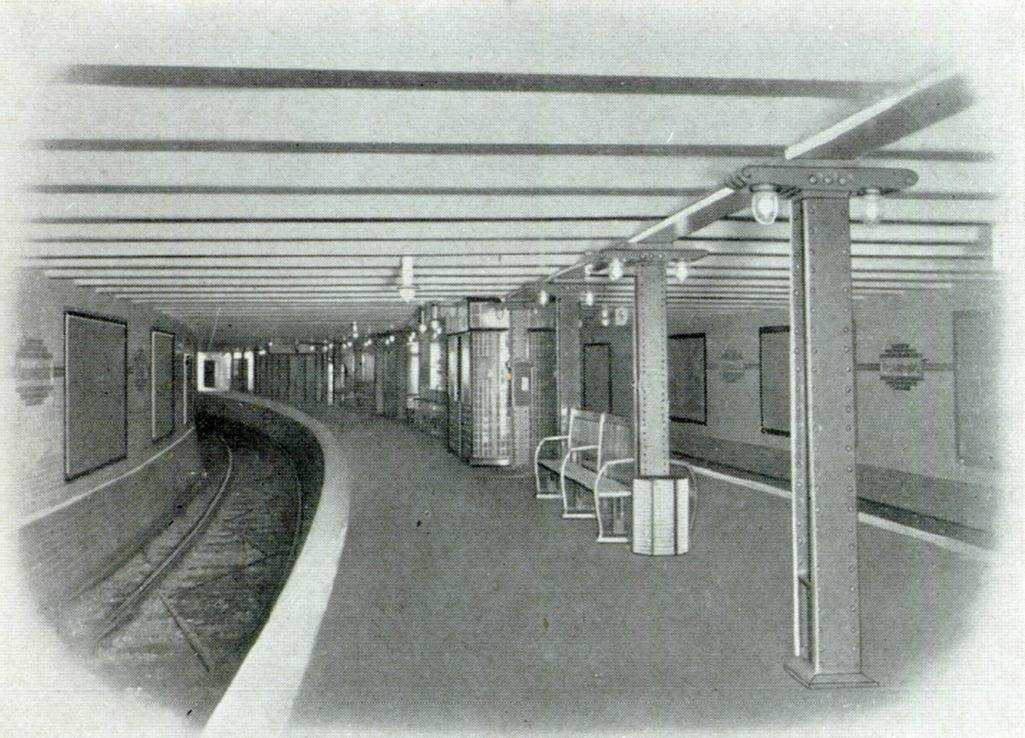
U-Bahnhof Hausvogteiplatz im Eröffnungszustand

Am Bahnhof selbst änderte sich in den nächsten Jahren kaum etwas. Im Zweiten Weltkrieg erlitt der Bahnhof erhebliche Schäden. Besonders ein Bombentreffer am 3. Februar 1945 im östlichen Bahnhofsbereich zerstörte die Station erheblich. Zusätzlich kamen im April noch Wasserschäden aufgrund der Sprengung des Landwehrkanals hinzu. Deshalb konnte der Bahnhof im Gegensatz zu vielen anderen Berliner U-Bahnhöfen nicht bereits im Jahr 1945 wiedereröffnet werden. Zwar fuhren die ersten Züge der Linie AI beziehungsweise AII auf der Strecke wieder, doch hielten sie nicht am Bahnhof selbst. Erst am 7. Januar 1950 ging die wiederaufgebaute Station in Betrieb. Das Kassenhaus im Jugendstil wurde nicht wieder aufgebaut, es wurde durch vereinfachte Ein- beziehungsweise Ausgänge ersetzt.

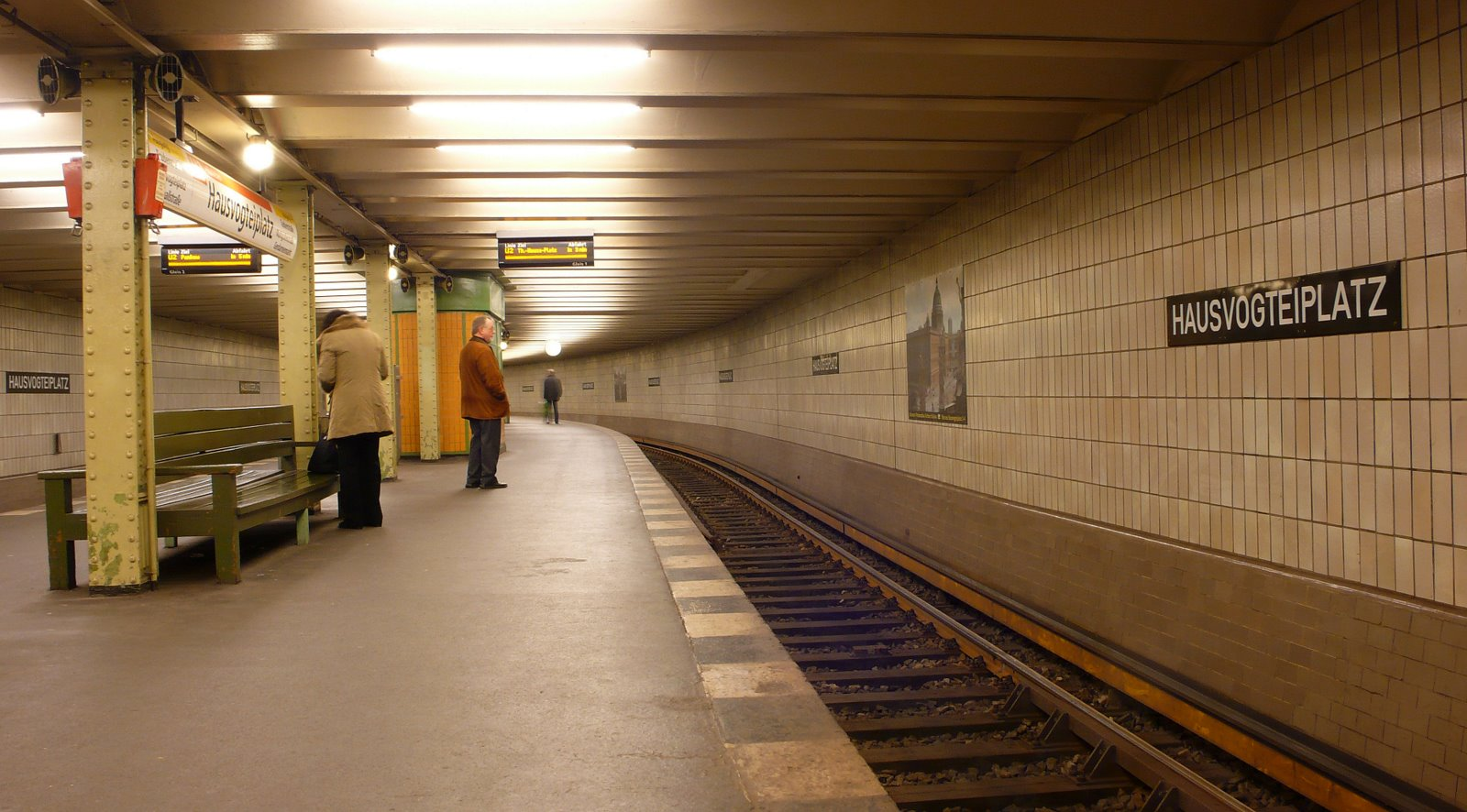
Seit den 1970er Jahren trägt der U-Bahnhof graue Fliesen

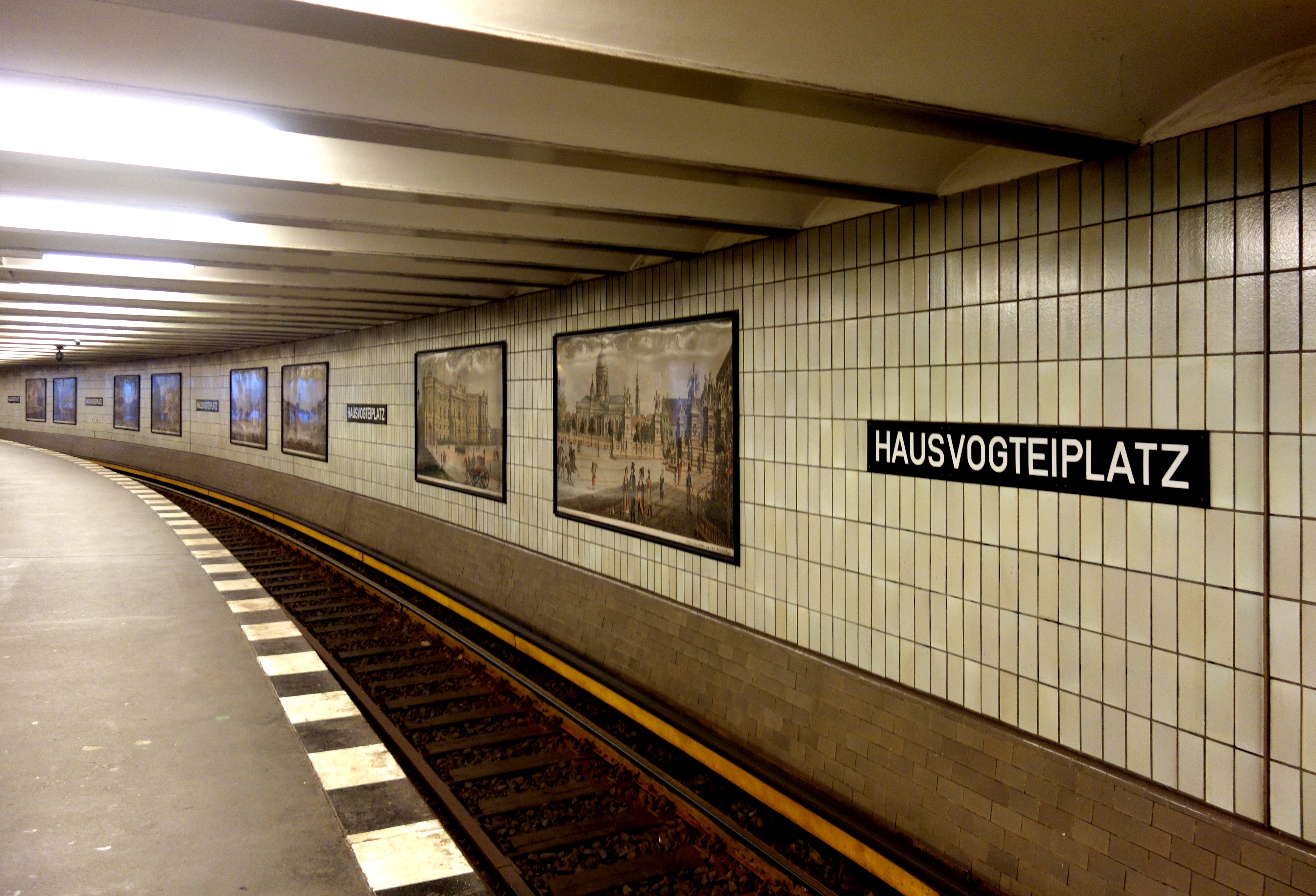
Ausweitung der historischen Ansichten der Berliner Innenstadt an der Hintergleiswand (2024)

Zu DDR-Zeiten änderte sich am Bahnhof selbst kaum etwas, nur die Züge der damaligen Linie A fuhren nicht mehr nach Ruhleben oder Krumme Lanke, da dies im Westsektor lag. Endstation war aufgrund der Teilung Berlins nunmehr Thälmannplatz beziehungsweise Otto-Grotewohl-Straße (heute: Mohrenstraße). Erst in den 1970er Jahren erhielt die Station eine neue Hintergleiswand, die statt weißer kleiner Fliesen nun großflächige und graue zieren.
Nach der Wiedervereinigung beider Berliner Stadthälften konnten die Züge der heutigen Linie wie vor der Teilung zwischen Pankow im Osten und Ruhleben im Westen durchfahren. Im Jahr 1998 ließen die Berliner Verkehrsbetriebe den östlichen Zugang in den Ursprungszustand versetzen, jedoch verzichteten auch sie auf den Wiederaufbau des Kassenhäuschens. Ein ursprünglich bei der Grundsteinlegung des Auswärtigen Amtes vorgesehener Namenszusatz mit Nennung dieser Einrichtung wurde nicht realisiert.
Im Rahmen der Grundsanierung durch die BVG sollen die Stationen zwischen Alexanderplatz und Stadtmitte wieder ihrem historischen Zustand angepasst werden. Im Nachbarbahnhof Spittelmarkt wurde das bereits realisiert. Die BVG will dabei auch weiterhin auf die Werbeflächen in den Bahnhöfen verzichten, dort sollen historische Ansichten der Berliner Innenstadt zu sehen sein. Für die Umsetzung dieser Pläne am Bahnhof Hausvogteiplatz gibt es jedoch noch keinen Termin.
Für den barrierefreien Zugang soll der Bahnhof bis 2027 eine Aufzugsanlage erhalten, mit Stand August 2024 befand sich der Aufzug noch in der Ausführungsplanung.

## Anbindung
| Linie | Verlauf |
| ----- | --- |
|       | Pankow – Vinetastraße – Schönhauser Allee – Eberswalder Straße – Senefelderplatz – Rosa-Luxemburg-Platz – Alexanderplatz – Klosterstraße – Märkisches Museum – Spittelmarkt – Hausvogteiplatz – Stadtmitte – Mohrenstraße – Potsdamer Platz – Mendelssohn-Bartholdy-Park – Gleisdreieck – Bülowstraße – Nollendorfplatz – Wittenbergplatz – Zoologischer Garten – Ernst-Reuter-Platz – Deutsche Oper – Bismarckstraße – Sophie-Charlotte-Platz – Kaiserdamm – Theodor-Heuss-Platz – Neu-Westend – Olympia-Stadion – Ruhleben |

Am U-Bahnhof besteht keine direkte Umsteigemöglichkeit zu anderen Linien des Berliner Nahverkehrs.